# Campeonato Mundial de Snowboard de 2013 - Halfpipe feminino
A prova do halfpipe feminino do Campeonato Mundial de Snowboard de 2013 foi disputado entre 19 e 20 de janeiro  em Stoneham, Quebec, Canadá. 

## Medalhistas
| Ouro               | Prata                | Bronze                 |
| Arielle Gold (USA) | Holly Crawford (AUS) | Sophie Rodriguez (FIN) |

## Resultados

### Qualificação
A qualificação ocorreu dia 19 de janeiro.
| Colocação | Bib | Nome                | Nacionalidade  | Descida 1 | Descida 2 | Melhor | Notas |
| --------- | --- | ------------------- | -------------- | --------- | --------- | ------ | ----- |
| 1         | 4   | Li Shuang           | China          | 85.00     | 88.33     | 88.33  | QF    |
| 2         | 17  | Arielle Gold        | Estados Unidos | 85.00     | 56.00     | 85.00  | QF    |
| 3         | 22  | Holly Crawford      | Austrália      | 62.33     | 82.00     | 82.00  | QF    |
| 4         | 6   | Kaitlyn Farrington  | Estados Unidos | 76.33     | 81.66     | 81.66  | QF    |
| 5         | 18  | Queralt Castellet   | Espanha        | 77.66     | 81.33     | 81.33  | QSF   |
| 6         | 8   | Sophie Rodriguez    | França         | 64.00     | 76.66     | 76.66  | QSF   |
| 7         | 30  | Sun Zhifeng         | China          | 56.66     | 66.66     | 66.66  | QSF   |
| 8         | 7   | Mirabelle Thovex    | França         | 57.66     | 62.00     | 62.00  | QSF   |
| 9         | 31  | Serena Shaw         | Estados Unidos | 48.00     | 61.66     | 61.66  | QSF   |
| 10        | 10  | Alexandra Duckworth | Canadá         | 7.00      | 60.66     | 60.66  | QSF   |
| 11        | 12  | Šárka Pančochová    | Chéquia        | 57.33     | 48.33     | 57.33  |       |
| 12        | 15  | Kelly Marren        | Estados Unidos | 56.66     | 31.33     | 56.66  |       |
| 13        | 13  | Amber Arazny        | Austrália      | 44.33     | 54.33     | 54.33  |       |
| 14        | 20  | Mercedes Nicoll     | Canadá         | 40.00     | 52.66     | 52.66  |       |
| 15        | 23  | Katie Tsuyuki       | Canadá         | 31.66     | 52.33     | 52.33  |       |
| 16        | 14  | Stephanie Magiros   | Austrália      | 52.00     | 26.33     | 52.00  |       |
| 17        | 2   | Cilka Sadar         | Eslovênia      | 36.33     | 50.00     | 50.00  |       |
| 18        | 5   | Nadja Purtschert    | Suíça          | 40.66     | 47.33     | 47.33  |       |
| 19        | 26  | Hannah Trigger      | Austrália      | 44.66     | 31.66     | 44.66  |       |
| 20        | 27  | Xu Xiujuan          | China          | 40.33     | 27.66     | 40.33  |       |
| 21        | 25  | Morena Makar        | Croácia        | 38.66     | 26.66     | 38.66  |       |
| 22        | 29  | Alexandra Fitch     | Austrália      | 38.00     | 17.00     | 38.00  |       |
| 23        | 9   | Katerina Vojackova  | Chéquia        | 36.66     | 28.33     | 36.66  |       |
| 24        | 28  | Joanna Zając        | Polónia        | 32.33     | 17.00     | 32.33  |       |
| 25        | 11  | Julia Piasecka      | Polónia        | 21.33     | 20.33     | 21.33  |       |
| 25        | 21  | Calynn Irwin        | Canadá         | 21.33     | 13.66     | 21.33  |       |
| 27        | 3   | Ursina Haller       | Suíça          | 9.00      | 19.33     | 19.33  |       |
| 28        | 24  | Wang Xuemei         | China          | 14.33     | 14.33     | 14.33  |       |
| 29        | 1   | Anja Štefan         | Croácia        | 12.00     | 3.33      | 12.00  |       |
| 30        | 16  | Natallia Karamushka | Bielorrússia   | DNS       | DNS       | DNS    |       |
| 31        | 19  | Ella Suitiala       | Finlândia      | DNS       | DNS       | DNS    |       |

### Semifinal
| Colocação | Bib | Nome                | Nacionalidade  | Descida 1 | Descida 2 | Melhor | Notas |
| --------- | --- | ------------------- | -------------- | --------- | --------- | ------ | ----- |
| 1         | 8   | Sophie Rodriguez    | França         | 78.00     | 73.00     | 78.00  | Q     |
| 2         | 18  | Queralt Castellet   | Espanha        | 77.00     | 72.50     | 77.00  | Q     |
| 3         | 7   | Mirabelle Thovex    | França         | 63.75     | 67.75     | 67.75  |       |
| 4         | 30  | Sun Zhifeng         | China          | 64.75     | 38.00     | 64.75  |       |
| 5         | 31  | Serena Shaw         | Estados Unidos | 31.25     | 46.50     | 46.50  |       |
| 6         | 10  | Alexandra Duckworth | Canadá         | 20.00     | 8.50      | 20.00  |       |

### Final
| Colocação         | Bib | Nome               | Nacionalidade  | Descida 1 | Descida 2 | Melhor | Notas |
| ----------------- | --- | ------------------ | -------------- | --------- | --------- | ------ | ----- |
| Medalha de ouro   | 17  | Arielle Gold       | Estados Unidos | 79.00     | 65.25     | 79.00  |       |
| Medalha de prata  | 22  | Holly Crawford     | Austrália      | 66.25     | 77.25     | 77.25  |       |
| Medalha de bronze | 8   | Sophie Rodriguez   | França         | 72.50     | 17.00     | 72.50  |       |
| 4                 | 6   | Kaitlyn Farrington | Estados Unidos | 70.25     | 36.25     | 70.25  |       |
| 5                 | 18  | Queralt Castellet  | Espanha        | 58.75     | 23.25     | 58.75  |       |
| 6                 | 4   | Li Shuang          | China          | 52.75     | 54.00     | 54.00  |       |

Legenda
| Recorde mundial       | Recorde mundial (World record)               |                       | Recorde africano                      | Recorde africano (African) |                                           | Q | Classificado por posição (Qualified) |
| Recorde do campeonato | Recorde do campeonato (Championship record)  | Recorde da América    | Recorde da América (Americas)         | q                          | Classificado por melhor tempo (Qualified) |   |                                      |
| Melhor marca do ano   | Melhor marca do ano (World leading)          | Recorde asiático      | Recorde asiático (Asian)              | DNS                        | Não largou (Did not start)                |   |                                      |
| Recorde nacional      | Recorde nacional (National record)           | Recorde europeu       | Recorde europeu (European)            | DNF                        | Não terminou (Did not finish)             |   |                                      |
| Recorde pessoal       | Recorde pessoal do atleta (Personal best)    | Recorde da Oceania    | Recorde da Oceania (Oceania)          | DSQ / DQ                   | Desclassificado (Disqualified)            |   |                                      |
| Recorde da temporada  | Recorde da temporada do atleta (Season best) | Recorde sul-americano | Recorde sul-americano (South America) | NM                         | Sem marca (No mark)                       |   |                                      |